# Armand Aucamp
Armand Aucamp (Città del Capo, 11 gennaio 1987) è un attore, scrittore e imprenditore sudafricano.

## Biografia

### Primi anni
Armand Aucamp è nato a Città del Capo, in Sudafrica, da una coppia di docenti universitari di etnia afrikaner e si è successivamente laureato presso la CityVarsity School of Media and Creative Arts, dove prevale l'insegnamento in lingua inglese.

### Carriera
Nel 2011 Aucamp debutta all'Artscape Theatre Centre con lo spettacolo di Juliet Jenkins Mary and the Conqueror, incentrato su un immaginario incontro tra la scrittrice britannica Mary Renault e il suo eroe Alessandro Magno, interpretato proprio da Aucamp che, l'anno successivo, debutta anche al cinema con un ruolo minore nel film Chronicle, cui fa seguito un ruolo minore in Mandela - La lunga strada verso la libertà nel 2013 e quello del protagonista nella rappresentazione di Cardenio al Maynardville Open-Air Theatre.
Dal 2016 al 2021 interpreta Tom Niemandt, protagonista della serie KykNet Die Boekklub, che gli conferisce una certa notorietà in patria. Nel 2017 veste i panni di Jan van Riebeeck in Krotoa e l'anno seguente quelli di Christopher Marlowe nell'adattamento teatrale del film Shakespeare in Love messo in scena al Fugard Theatre, mentre nel 2019 si unisce al cast della soap opera afrikaner Getroud met rugby.
Contemporaneamente pubblica il suo primo libro di cucina, Kook Kaal met Armand (Cooking Naked with Armand), edito nel 2018, adattato in una serie sullo stile di vita nel 2019 e seguita nel 2021 da una seconda pubblicazione, Nude Food.
Nel 2023 Aucamp è stato nominato ai South African Film and Television Awards come miglior attore per il film Mense van die Wind, lancia la app d'incontri in afrikaans KOER a appare nella serie Netflix One Piece nel ruolo di Bogart.
Dal 2025 è uno dei protagonisti della serie Netflix Tuiskoms e pubblica il duetto "Sal Jy Optel?" con Christia Visser, sua ex-coprotagonista sul set di Die Boekklub.

## Vita privata
Nel 2019 Aucamp ha fatto pubblicamente coming out come omosessuale sebbene, con amici e familiari, lo avesse già fatto nel 2011, all'età di 24 anni. Nel 2020, per promuovere il film Moffie, di Oliver Hermanus, questi ha invitato Aucamp a discutere in un'intervista riguardo la sua esperienza con l'uso della parola "moffie" come termine dispregiativo per gli uomini gay.
Nel 2023 si è sposato col compagno e collega attore Sean van Noordwyk. La coppia vive a Rawsonville, nella provincia del Capo Occidentale.

## Filmografia

### Cinema
- Chronicle, regia di Josh Trank (2012)
- Mandela - La lunga strada verso la libertà (Long Walk to Freedom), regia di Justin Chadwick (2013)
- Almon, Henry, regia di Janhendrik Burger - cortometraggio (2014)
- Knysna, regia di André Velts (2014)
- Ballade vir 'n Enkeling, regia di Quentin Krog (2015)
- Die Ontwaking, regia di Johnny Breedt (2015)
- Il diritto di uccidere (Eye in the Sky), regia di Gavin Hood (2015)
- Daniel Munro, regia di Willem van den Heever - cortometraggio (2015)
- Krotoa, regia di Roberta Durrant (2017)
- Stroomop, regia di Ivan Botha (2018)
- The Furnace, regia di Darrell Roodt (2019)
- The Tree (Stam), regia di Louw Venter (2020)
- Mense van die Wind, regia di David Schröder (2022)
- Six in the City, regia di Star Kganki Mphahlele (2023)

### Televisione
- Mankind: la storia di tutti noi (Mankind: The Story of All of Us) - serie TV, episodio 1x07 (2012)
- Pandjieswinkelstories - serie TV, episodio 1x01 (2014)
- Homeland - Caccia alla spia (Homeland) - serie TV, episodio 4x02 (2014)
- Sterlopers - serie TV, 22 episodi (2014-2016)
- The Book of Negroes - miniserie TV, 2 puntate (2015)
- Bloedbroers - serie TV, 2 episodi (2015-2016)
- Hard Copy - serie TV, 5 episodi (2016)
- Die Boekklub - serie TV, 11 episodi (2016-2021)
- Madiba - miniserie TV, puntata 1x01 (2017)
- Elke Skewe Pot - serie TV, 3 episodi (2017)
- Knapsekêrels - serie TV, 2 episodi (2018)
- Droomman, regia di André Velts - film TV (2019)
- Getroud met rugby - soap opera, 34 episodi (2019-2021)
- Kompleks - serie TV, 9 episodi (2020)
- Dawie & Gabriel, regia di Jaun de Jager - film TV (2021)
- Foto's Teen die Muur, regia di Francois Jacobs - film TV (2021)
- Troukoors - serie TV, 28 episodi (2021-2022)
- Spoorloos - serie TV, 8 episodi (2022)
- Hartedief, regia di Lizé Vosloo - film TV (2022)
- Warrior - serie TV, 2 episodi (2023)
- Beïnvloedbaar, regia di JC Snooke e Jennis Williamson - film TV (2023)
- One Piece - serie TV, 8 episodi (2023)
- Trompoppie - serie TV, 10 episodi (2023-2024)
- White Lies - miniserie TV, episodio 1x01 (2024)
- Die Byl - serie TV, 2 episodi (2024)
- Plan B - serie TV, 5 episodi (2024)
- Tuiskoms - serie TV, 7 episodi (2025)

## Libri
- Armand Aucamp, Kook Kaal met Armand, Penguin Random House South Africa, 2018, ISBN 978-0639600956.
- Armand Aucamp, Armand's Nude Food, Penguin Random House South Africa, 2021, ISBN 978-0639607573.